# Rhabdatomis
Rhabdatomis é um gênero de traça pertencente à família Arctiidae.